# جورج دبليو. غريغوري
جورج دبليو. غريغوري (بالإنجليزية: George W. Gregory)‏ هو محامي أمريكي، ولد في 19 أبريل 1879 في مقاطعة بلاسر في الولايات المتحدة، وتوفي في 6 سبتمبر 1946.